# Myllenyxis javensis
Myllenyxis javensis là một loài tò vò trong họ Ichneumonidae.